# Weißkehl-Spinnenjäger
Der Weißkehl-Spinnenjäger (Arachnothera longirostra) ist eine Vogelart aus der Familie der Nektarvögel.

## Beschreibung
Der Weißkehl-Spinnenjäger erreicht eine Länge von 14 Zentimetern. Die Oberseite ist einfarbig olivgrün, die Unterseite gelb. Kehle und Brust sind grauweiß. Der lange gebogene Schnabel ist an der Oberseite schwarz und an der Unterseite grau. Die Beine sind schwärzlich, die Iris braun. Er hat einen ruhelosen, lauten und direkten Flug. Seine Stimme besteht aus blökenden Rufen im Flug und aus einem sich wiederholenden „schät“ bei der Nahrungssuche.

## Verbreitung und Lebensraum
Der Weißkehl-Spinnenjäger kommt in Bangladesch, Bhutan, Brunei, Kambodscha, China, Indien, Indonesien, Laos, Malaysia, Myanmar, Nepal, den Philippinen, Thailand und Vietnam vor. Sein Lebensraum sind subtropische und tropische Mangrovenwälder, feuchte Flachlandwälder und feuchte Bergwälder in einer Höhe bis 1700 m.

## Unterarten
Bisher sind zehn Unterarten bekannt:
- Arachnothera longirostra longirostra (Latham, 1790) kommt in Indien, dem zentralen Himalaya bis in den Südwesten Chinas und den Westen Thailands vor.
- Arachnothera longirostra sordida La Touche, 1921 ist vom Süden Chinas, über den Nordosten Thailands und das nördliche Indochina verbreitet.
- Arachnothera longirostra pallida Delacour, 1932 kommt vom Südosten Thailands über das zentrale und südliche Indochina vor.
- Arachnothera longirostra cinireicollis (Vieillot, 1819) ist auf der Malaiischen Halbinsel und auf Sumatra verbreitet.
- Arachnothera longirostra zarhina Oberholser, 1912	kommt auf den Banyak-Inseln vor.
- Arachnothera longirostra niasensis van Oort, 1910	kommt auf Nias vor.
- Arachnothera longirostra prillwitzi Hartert, E, 1901 ist auf Java und Bali verbreitet.
- Arachnothera longirostra rothschildi van Oort, 1910 ist auf den nördlichen Natuna-Inseln verbreitet.
- Arachnothera longirostra atita Oberholser, 1932 kommt auf den südlichen Natuna-Inseln vor.
- Arachnothera longirostra buettikoferi van Oort, 1910 kommt auf Borneo vor.

Früher galten Arachnothera longirostra flammifera Tweeddale, 1878, Arachnothera longirostra randi Salomonsen, 1953, Arachnothera longirostra dilutior Sharpe, 1876 als weitere Unterarten, doch wurden diese als eigene Arten bzw. deren Unterarten abgespalten.

## Nahrung
Er ernährt sich von Nektar, Spinnen, Heuschrecken und anderen gepanzerten Insekten.

## Fortpflanzung
Die Brutperiode ist von März bis September. Beide Partner bauen ein Nest aus abgestorbenen Blättern, das an der Unterseite eines großen Blattes befestigt wird. Das Nest ist beutelförmig mit einer seitlichen Öffnung. Das Gelege besteht aus zwei bis drei rosa-weißen Eiern mit roten Punkten. Beide Eltern kümmern sich um die Jungenaufzucht.